# Verilus sordidus
Verilus sordidus és una espècie de peix pertanyent a la família dels acropomàtids i l'única del gènere Verilus.

## Descripció
- Pot arribar a fer 30 cm de llargària màxima (normalment, en fa 20).[2][3][4]

## Hàbitat
És un peix marí, demersal i de clima tropical, el qual habita fons rocallosos a fondàries inferiors als 100 m.

## Distribució geogràfica
Es troba a l'Atlàntic occidental central: des de Cuba fins a la costa septentrional de Colòmbia i Veneçuela.

## Observacions
És inofensiu per als humans.